# Earle’s Shipbuilding and Engineering Company
Earle’s Shipbuilding and Engineering Company Ltd. war ein Schiffbauunternehmen mit Werften in Kingston upon Hull. Das Unternehmen war der größte Werftbetrieb am Humber und baute dort auch die größten Schiffe.

## Geschichte

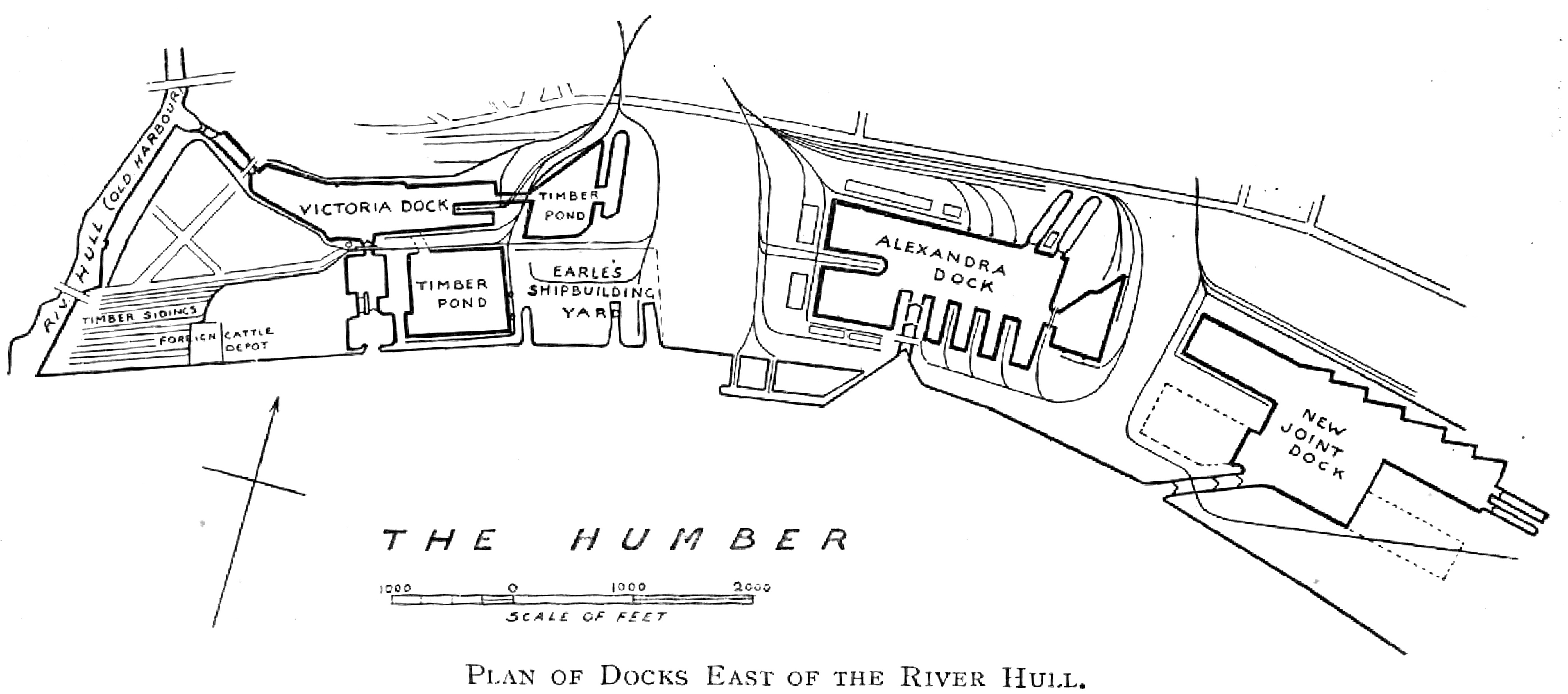
Lageplan der Werft (1912)

Das Unternehmen wurde 1853 als C. and W. Earle von Charles und William Earle gegründet. Nach einem Brand im Jahr 1861 siedelte das Unternehmen auf einen neuen Werftbetrieb neben dem Victoria Dock um. Das Unternehmen wurde bereits 1865 mit neun abgelieferten Dampfschiffen zur Werft mit dem zweithöchsten Ausstoß in Großbritannien.

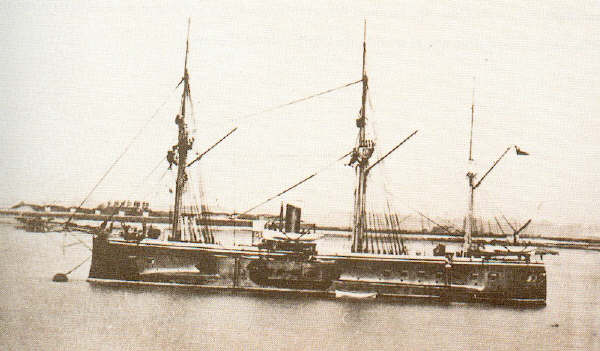
Die 1875 gebaute Blanco Encalada

Nach dem Tod von Charles Earle im Jahr 1871 veräußerte sein Bruder das Unternehmen an ein Konsortium von Anteilseignern unter dem Vorsitz von Sir Edward Reed. Unter dem neuen Namen Earle’s Shipbuilding and Engineering Company verbuchte die Werft eine Reihe größerer Auslandsmarineaufträge, es gelang ihr aber zunächst nicht, Bauaufträge der Admiralität zu bekommen, da mit Reed eine Meinungsverschiedenheit über Konstruktionsdetails bestand. Nach dem Ausscheiden Reeds im Jahr 1874 vergab auch die britische Admiralität erste Kreuzer zum Bau an Earle’s.
In den 1880er Jahren stellte die Werft vom Eisen- auf Stahlschiffbau um und produzierte zunehmend größere Frachter, Fähren, Kombischiffe und Fischereifahrzeuge. 1897 geriet das Unternehmen in eine finanzielle Schieflage und löste sich 1900 vorübergehend auf. Zum 24. Dezember 1901 erwarb der Reeder Charles Henry Wilson die Werft ohne Namensänderung und nahm sie nach einer Modernisierung erneut in Betrieb. In der Folgezeit entstanden 35 Schiffe für die Wilson Line sowie weitere Marineschiffe. Im Ersten Weltkrieg entstanden Sloops der Flower-Klasse für die Britische Admiralität, daneben War-Standardschiffe der Typen „B“ und „E“, sowie verschiedene Tanker, Linienfrachtschiffe und zwei Kühlschiffe.
Nach Kriegsende setzte die Werft das Bauprogramm fort und erweiterte seine Neubautätigkeit um vorher nicht gebaute Schiffstypen. In der Auftragsflaute der beginnenden Schiffbaukrise der 1920er Jahre wurde häufiger Kurzarbeit notwendig, die Werft konnte ihre Tätigkeit bis Anfang der 1930er Jahre aufrechterhalten.

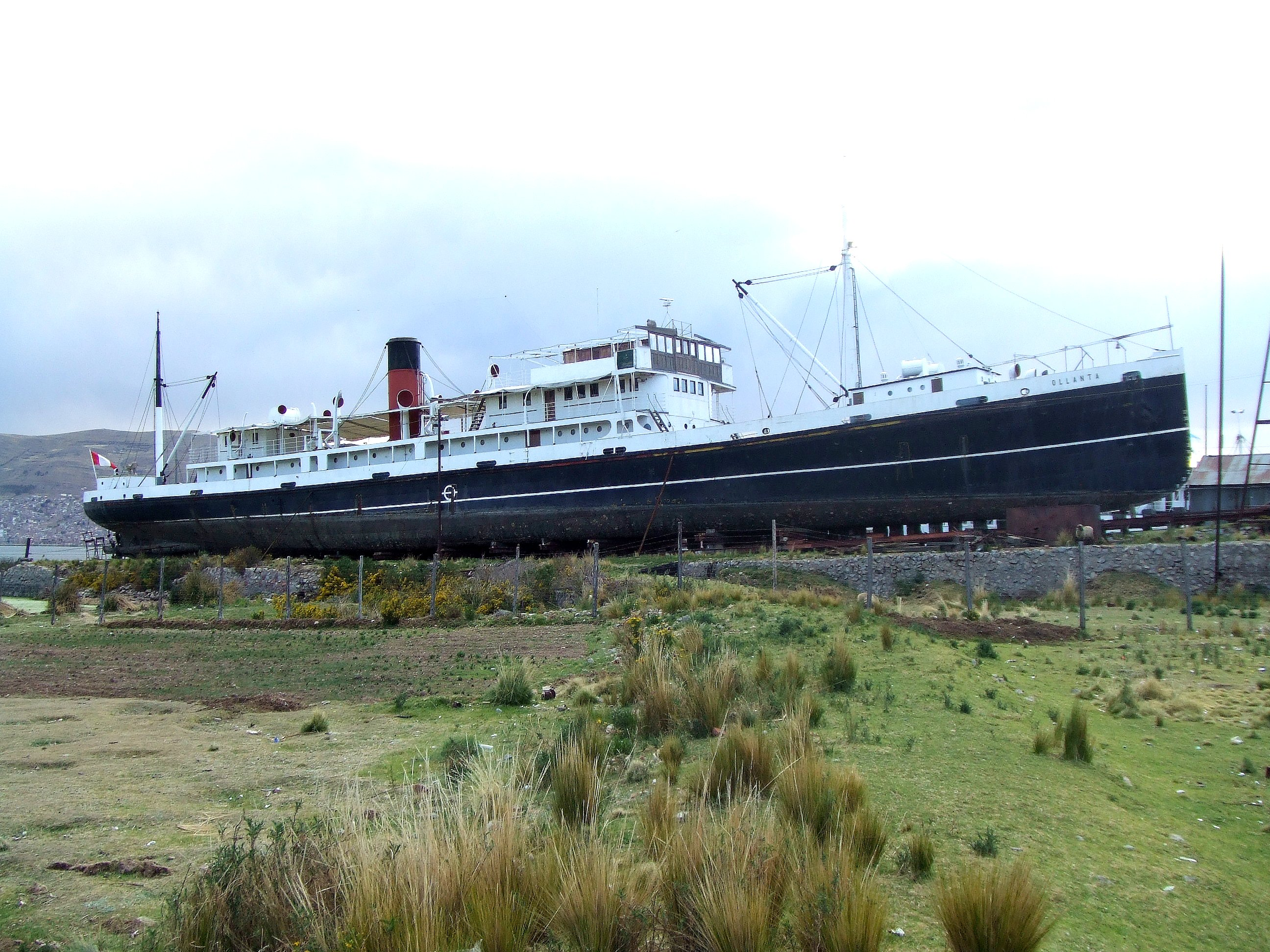
Die 1930 gebaute Ollanta

In den Ablieferungen dieser Zeit war neben einer Reihe von handelsüblichen, seegehenden Frachtern, Fischereifahrzeugen und Leichtern vor allem der auf der Werft vorproduzierte und in Einzelteilen nach Peru verschiffte Bausatz der Schiffes Ollanta bemerkenswert, der am Titicacasee von einer Monteursmannschaft der Werft erneut zusammengesetzt und am 18. November 1931 zu Wasser gelassen wurde. Nachdem 1930 der letzte Neubau der Werft, das Große-Seen-Schiff Thorold fertiggestellt worden war, konnten im Zuge der Weltwirtschaftskrise keine weiteren Aufträge mehr gewonnen werden und die Werft wurde 1932 zur Abwicklung in die National Shipbuilders Security überführt. Die Werft wurde daraufhin geschlossen, das Inventar verkauft – der ehemalige Werftkran und Teile des Inventars wurde von der Kowloon Dockyard in Hongkong weiterverwendet – und die ehemaligen Werftgebäude später abgebrochen.
Zwischen 1853 und 1930 entstanden mehr als 680 Schiffe auf der Werft.